# Фока Синопски
 Тази статия е за светеца от II век.  За светеца от IV век вижте Фока Градинар.  
Фока Синопски е древноримски духовник, свещеномъченик на Християнската църква.
Смята се, че е роден на 22 септември 47 година в Синоп, където по-късно става епископ. По времето на император Траян отказва изискването на властите да принася езически жертви, за което е затворен. Подложен на мъчения, той умира през 117 година в Синоп, поставен в гореща баня.
Църквата отбелязва паметта му на 22 септември, а годишнината от пренасянето на мощите му в Константинопол – на 22 юли. Във фолклорната традиция е смятан за защитник срещу пожари и удавяне.